# دايناميت بوكسينغ
دايناميت بوكسينغ (بالإنجليزية: Dynamite Boxing)‏، هي لعبة فيديو يابانية من نوع رياضة الملاكمة، وهي من تطوير ونشر فيكتور إنتراكتيف سوفتوير، صدرت اللعبة في الأسواق سنة 1998، وتعمل حصراً لمنصة بلاي ستيشن.